# Вайнштейн, Роман
Роман Вайнштейн (латыш. Romāns Vainšteins, род. 3 марта 1973, Талси) — латвийский профессиональный шоссейный велогонщик. Чемпион мира 2000 года в групповой гонке.  Участник летних Олимпийских игр 2000 и летних Олимпийских игр 2004 годов.

## Карьера
На чемпионате мира 2000 года в групповой гонке на 268,8 км стал чемпионом, обойдя Збигнева Спруха и действующего чемпиона Оскара Фрейре .
Перешёл в команду Domo-Farm Frites-Latexco под руководством Патрика Лефевера. Но он не смог добиться того же успеха, которого он достиг на чемпионате мира, поэтому покинул команду после сезона 2002 года, и продолжил участвовать в гонках в составе команд Vini Caldirola и Lampre ещё два года, после чего завершил карьеру.

## Достижения
1995
Франко-бельгийский круг
1997
 Чемпионат мира среди военнослужащих
1998
Гран-при Орхуса
Гран-при Ларчано
Гран-при Жорнал де Нотисиаш
1999
 Чемпион Латвии — групповая гонка
6-й этап Джиро д’Италия
Гран-при Кьяссо
Неделя Коппи и Бартали
Генеральная классификация
этап 1-й этап
14-й этап Волта Португалии
1-й и 6-й этапы Тиррено — Адриатико
Гран-при кантона Аргау
Париж — Брюссель
2000
 Чемпион мира — групповая гонка
8-й этап Тиррено — Адриатико
Кубок Бернокки
1-й и 2-й этапы Тур Рейнланд-Пфальца
2001
Мандель — Лис — Шельда
6-й этап Тиррено — Адриатико
3-й этап Вуэльта Каталонии
3-й Мировой шоссейный кубок UCI

## Статистика выступлений наГранд Турах
| Гранд Тур | 1999 | 2000 | 2001 | 2002 | 2003 |
| --------- | ---- | ---- | ---- | ---- | ---- |
| Джиро     | сход | -    | -    | -    | -    |
| Тур       | -    | 82   | 132  | -    | 116  |
| Вуэльта   | -    | -    | -    | -    | -    |

## Рейтинги
| Год                      | 1999 | 2000 | 2001 | 2002 | 2003  |
| ------------------------ | ---- | ---- | ---- | ---- | ----- |
| Мировой рейтинг FICP/UCI | 12-й | 3-й  | 12-й | -    | 166-й |
| Мировой кубок UCI        | 19-й | 5-й  | 3-й  | -    | -     |
|                          |      |      |      |      |       |
| Источник: UCI            |      |      |      |      |       |